# لويس فرناندو ماسياس
لويس فرناندو ماسياس (بالإسبانية: Luis Fernando Macías)‏ هو دراج مكسيكي، ولد في 14 مايو 1982 في Lagos de Moreno ‏ في المكسيك.

## وصلات خارجية
- لويس فرناندو ماسياس على موقع الاتحاد الدولي للدراجات (الإنجليزية)
- لويس فرناندو ماسياس على موقع أرشيف الدراجات (الإنجليزية)
- لويس فرناندو ماسياس على موقع نسبة الدراجات (الإنجليزية)